# Římskokatolická farnost Kostelec
Římskokatolická farnost Kostelec je územním společenstvím římských katolíků v rámci vikariátu České Budějovice - venkov českobudějovické diecéze.

## O farnosti

### Historie
Plebánie v Kostelci (místní části Hluboké nad Vltavou) je písemně doložena v roce 1379, později však zanikla. Kostelec byl pak postupně filiálkou Hosína a Purkarce. V roce 1703 vznikla ve vsi expozitura. Z té byla v roce 1848 vytvořena samostatná farnost.

### Současnost
Farnost je spravována excurrendo z Hluboké nad Vltavou.
| Kostel              | Místo    | Bohoslužba | Bohoslužba | Poznámka     |
| ------------------- | -------- | ---------- | ---------- | ------------ |
| Kostel sv. Vavřince | Kostelec | neděle     | 8.00       | farní kostel |